# ニサ (トルクメニスタン)
ニサはトルクメニスタン南西部、アシガバート郊外に残るパルティア王国時代の都市遺跡である。王の建造物群のあった旧ニサと民衆の居住地区であった新ニサとから構成される2つの遺丘で、いずれも城壁に囲まれ、互いに 1.5 km ほど離れている。これら2つの遺丘は2007年にユネスコの世界遺産（文化遺産）に登録された。

## 概要
ニサは紀元前3世紀頃に成立したパルティア王国（アルサケス朝）初期の首都として機能していた。パルティア王ミトラダテス1世（在位紀元前171年 - 紀元前138年）によってミトラダトケルト（Mithradatkert, ミトラダテスの砦）と改称されたこともあった。

### 旧ニサ
旧ニサは城壁に囲まれた 14 ha ほどの遺丘だが、その中で遺構が集中している地域は北部と中央部に分かれる。北部には王の宝物庫などがあったと推測されており、さまざまな工芸品や陶片などが出土している。陶片に刻まれた文字情報は初期パルティアの稀少な資料である。旧ニサの中央部には巨大建築物群の遺構が残っている。

### 新ニサ
新ニサは城壁に囲まれた 25 ha ほどの遺丘で、市街地の遺構が残っている。パルティア王国滅亡後も滅ぶことはなく、中世には300年ほど栄えた時期もあった。廃れる契機となったのはモンゴル帝国の西進である。

## 保存
ニサの遺跡の発掘は1930年に始まった。現在は、トルクメニスタンの国立歴史文化公園に指定されており、保存のための様々な制約が存在している。トルクメニスタン国内には同種の公園があと7つある。ニサの公園は旧ソビエト連邦時代の1980年に設定されたものである。

## 登録基準
この世界遺産は世界遺産登録基準のうち、以下の条件を満たし、登録された（以下の基準は世界遺産センター公表の登録基準からの翻訳、引用である）。
- (2) ある期間を通じてまたはある文化圏において、建築、技術、記念碑的芸術、都市計画、景観デザインの発展に関し、人類の価値の重要な交流を示すもの。
- (3) 現存するまたは消滅した文化的伝統または文明の、唯一のまたは少なくとも稀な証拠。

具体的には、中央アジア史上の重要な王国パルティアの初期の建造物群を偲ばせる貴重な遺丘である点や、ヘレニズム文化の様式に強く影響されており、この地が東西交流の要衝に当っていたことを示している点などが評価された。トルクメニスタン政府は周辺の景観も含めて登録基準(5)にも当てはまると申請していたが、それは認められなかった。